# ジャカルタ憲章
ジャカルタ憲章（じゃかるたけんしょう、インドネシア語:Piagam Jakarta）は、大日本帝国軍政時代にインドネシアに設置された独立準備調査会において、憲法前文の起草を目指し、スカルノ、ハッタ、スバルジョ、ヤミンなど9名が「九人委員会」を組織して1945年6月22日に作成した文書である。

## 内容

### ジャカルタ憲章[4][5]
抑々独立はすべての民族の権利である。したがって人道主義と正義に悖る植民地主義は、この地上から一掃されなければならない。

しかしてインドネシアの独立闘争は、栄光とやすらぎのときに達した。インドネシア人民は、独立、団結、主権、正義、繁栄のインドネシア国の門前に立っている。

全智全能の神の慈悲の下、自由な民族としての生存への崇高なる熱望に駆られ、インドネシア民族はここに独立を宣言する。

次いでインドネシア民族全体と、その国土の全域を保護の下に置く、独立インドネシア国政府を樹立するため、また公共福祉を増進し、民族の生活に開化をもたらし、ひいては独立、永久平和と社会正義に立脚する世界秩序の実現に参加するため、主権在民の、イスラム信徒にはイスラム法の実践を義務とする神への信仰に基づき、公平にして文明なる人道主義の原則、インドネシアの統一、代議制会議における英知に指導される民主主義、さらにインドネシア国民全体のための社会正義の実現をめざすところの、インドネシア共和国という政体として創建されるインドネシア国基本法のもとで、このインドネシア民族の独立は準備される。

ジャカルタ、(皇紀)2605年6月22日

スカルノ 

モハマッド・ハッタ

 A・A・マラミス 

アビクスノ・チョクロスヨソ 

アブドゥルカハル・ムザキル 

H・アグス・サリム 

アフマッド・スバルジョ 

ワヒッド・ハシム 

ムハマッド・ヤミン